# Todor Burmov
Todor Stojanov Burmov (14. ledna 1834, Nova Machala – 7. listopadu 1906, Sofie) byl bulharský přední politik Konzervativní strany a první premiér nezávislého Bulharska.

## Život
Narodil se 14. ledna 1834 v Nova Machala. Studoval na Kyjevské duchovní akademii a později pracoval v Gabrovu jako učitel a novinář. Během Osmanské nadvlády byl znám proto že byl s Gavrilem Krastevičem součástí frakce která se u Konstantinopolského patriarchátu snažila o nezávislost Bulharské pravoslavné církve.
Byl blízkým spolupracovníkem Alexandra I. Bulharského a dne 17. července 1879 i přes relativně slabé postavení Konzervativců byl zvolen bulharským premiérem. Jeho režim byl založen na stabilizaci nové země, včetně uvedení Varny a dalších oblastí muslimských povstalců do stanného práva. Vláda do značné míry ukázala selhání kvůli nedostatku podpory Konzervativců a stejný rok padla.
Burmov avšak zůstal jedním z hlavních osobností vlády, a za premiérů Leonida Soboleva a Klimenta Tarnovského byl ministrem financí. Po návratu k žurnalismu opustil Konzervativce a stal se členem Progresivní liberální strany.
Zemřel 7. listopadu 1906 v Sofii.